# 파친코 (소설)
《파친코》(Pachinko)는 작가 이민진의 두 번째 소설로, 2017년에 출간되었다. 소설은 재일 한국인의 일본 사회에서의 차별, 고정관념 및 20세기에서 일본에 거주하던 한국인(재일 한국인)들의 생활에 대해 다룬다. 해당 소설은 Apple TV+에서 동명의 드라마로 각색되어  2022년 3월에 방영되었다.

## 같이 보기
- 재외한인
- 재일 한국인
- 코리아타운 (맨해튼)